# Pfarrkirche Dorfbeuern

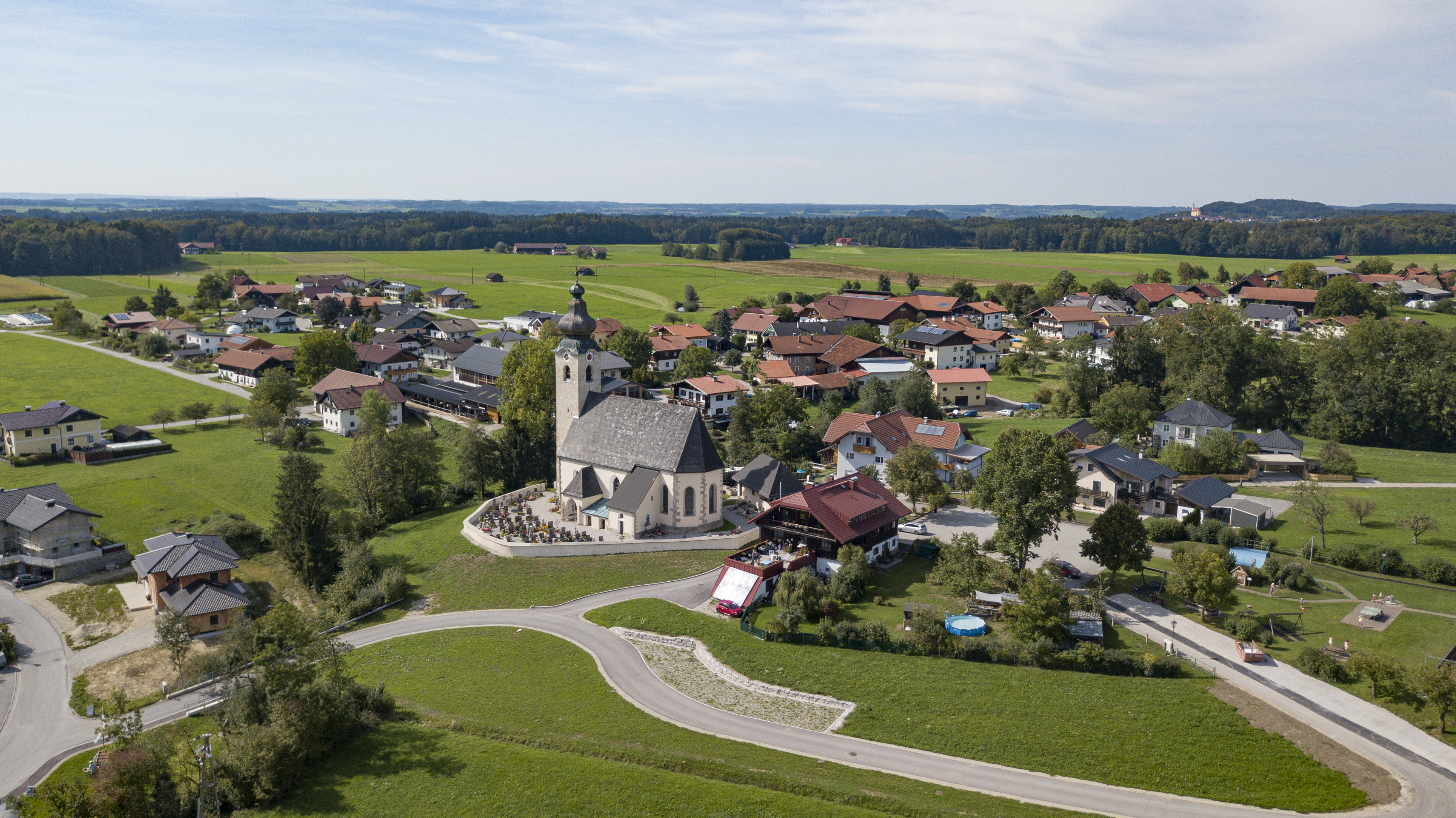
Katholische Pfarrkirche Hll. Nikolaus und Johannes d. T. in Dorfbeuern

Die römisch-katholische Pfarrkirche Dorfbeuern steht im Südosten des Dorfes der Gemeinde Dorfbeuern im Bezirk Salzburg-Umgebung im Land Salzburg. Die dem Patrozinium der Heiligen Nikolaus von Myra und Johannes der Täufer unterstellte Pfarrkirche gehört zum Dekanat St. Georgen in der Erzdiözese Salzburg. Die Kirche steht unter Denkmalschutz (Listeneintrag).

## Geschichte
Urkundlich wurde 790 eine Kirche genannt. Die 1229 gegründete Pfarre wurde dem Kloster Michaelbeuern inkorporiert. Der gotische Kirchenbau wurde 1506 geweiht. Der Turm erhielt 1774 eine Zwiebelhaube. Von 1976 bis 1979 wurde die Kirche restauriert.

## Architektur
Das im Kern romanische Langhaus und Turm ist ein einschiffiger spätgotische Kirchenbau und ist von einem Friedhof mit einer Umfassungsmauer umgeben.
Das Kirchenäußere zeigt einen umlaufenden Sockel, ein Langhaus mit einem vorgestellten Westturm, der eingezogene Chor schließt mit einem Dreiseitschluss. Der Turm mit romanischen Quadersteinen ist ungegliedert, er hat spitzbogige abgefaste Schallfenster im Norden, Osten und Süden, im Westen ein hochrechteckiges Schallfenster, im Osten mit der Nennung 1774, den mehrfach gegliederte Zwiebelhelm schuf der Baumeister Josef Lindmair 1774. Die Anbauten im Süden sind am Chor eine eingeschoßige spätgotische Sakristei unter einem Pultdach. Im Westen anschließend zwei kreuzgratgewölbte niedrige barocke Räume nach Süden geöffnet unter einem Pultdach, sie zeigen Fragmente einer Decken- und Wandmalerei aus dem 18. Jahrhundert, im östlichen Raum ist ein Beinhaus, im westlichen Raum eine barocke Prozessionsmadonna. An diese Räume anschließend befindet sich ein spätgotischer Portalvorbau mit zwei übereck gestellten Strebepfeilern, einem abgewalmten Satteldach und einem nach Süden geöffneten abgefasten Spitzbogen. Die Portalvorhalle zeigt ein Vierrautensterngewölbe auf Konsolen und ein Kruzifix aus 1882, das spätgotische Langhausportal ist mehrfach gekehlt und spitzbogig und zeigt im Tympanonfeld das Bild hl. Nikolaus von Bari aus 1882.
Das Kircheninnere zeigt ein dreijochiges Langhaus mit einem Vierrautensterngewölbe aus dem 15. Jahrhundert auf Diensten mit Basis und Kapitell. Die Kapitelle bestehen aus reliefierten Halbfiguren mit Propheten mit Schriftbändern. Im Osten zeigt das Gewölbe eine Verschneidung der Rippen und an den Langhauswänden je eine Nische mit einer spätgotischen Konsole und Fialenbekrönung. Das Portal zum Turmerdgeschoß ist spitzbogig und abgefast, das Turmerdgeschoß ist tonnengewölbt mit Stichkappen und zeigt an der Tonne Rankenmalerei aus der ersten Hälfte des 17. Jahrhunderts. Von der Empore führt ein gekehltes verstäbtes spitzbogiges Portal zum Turmobergeschoß. Die kreuzrippenunterwölbte Empore um 1500 ist dreischiffig auf zwei Säulen, die Emporenbrüstung zeigt bemerkenswerte architektonische Malerei aus dem Anfang des 16. Jahrhunderts. Die Wandmalerei im zweiten nördlichen Langhausjoch zeigt die hl. Margaretha im Typus der Schutzmantelmadonna mit Schutzbefohlenen 1612. Der spitzbogige Triumphbogen ist gekehlt. Der zweijochige Chor hat einen Dreiachtelschluss und ein Netzrippengewölbe aus dem 16. Jahrhundert, in den mittleren Sternzwickeln sind zwei reliefierte Halbfiguren mit Spruchbändern, das Gewölbe ruht auf Runddiensten mit Basis und Kapitell aufruhend. Im zweiten nördlichen Chorjoch befindet sich eine verdeckte spätgotische Sakramentsnische. Das spätgotische Sakristeiportal im ersten südlichen Chorjoch ist spitzbogig und zweifach gekehlt, die Tür ist spätgotisch. Die Sakristei ist kreuzrippengewölbt, die gotischen Rippen sind abgeschlagen.
Die Glasfenster im Chor aus 1878 wurden 1977 teils erneuert.

## Ausstattung
Der Hochaltar mit Altarbild und Figuren ist aus 1670, das Altarbild Fürbitte der Heiligen Maria, Nikolaus, Felix, Barbara, Margaretha, Benedikt und Michael für die armen Seelen von Wilhelm Faistenberger, die Konsolfiguren der Heiligen Johannes der Täufer und Magdalena schuf Veit Pfaffinger. Den Tabernakel schuf Lorenz Härmbler 1767. Es gibt zwei Seitenaltäre mit einfachen Mensen, links mit der Halbfigur Maria mit Kind aus dem 17. Jahrhundert.
Das spätgotische Taufbecken aus dem 15. Jahrhundert wurde aus der Pfarrkirche Lamprechtshausen hierher übertragen.
Die Orgel aus 1733 stammt aus der abgebrochenen Augustinereremitenkirche hl. Georg in Hallein. Eine Glocke nennt Josef Erhart 1500.